# Andreas Ragettli
Andreas Ragettli, auch Andris Ragettli und André Raguettly (* 11. Januar 1756 in Flims; † 10. Dezember 1812 in Vilnius) war ein Schweizer Offizier.

## Leben

### Herkunft
Das Geschlecht Ragettli (Henricus, Henrigett) ist nur in Flims beheimatet. Um 1380 erhielt Hainriget de Canal aus Breil/Brigels ein Zinslehen in Flims. Verschiedene Flimser Namen tragen die deutsche Verkleinerungssilbe -li, der Name Ragettli könnte aus Ragett in Flims selber entstanden sein. Im Wappen tragen sie eine silber/rote Lilie auf gespaltenem Feld (blau/silber). Sein Haus stand gegenüber der Alten Post im Unterwaldhaus.

### Militärische Karriere
Ragettli diente in der französischen Grande Armée unter Napoleon und starb am 10. Dezember beim Russlandfeldzug 1812. Er diente bereits zur Zeit der Französischen Revolution der Armee und war 1799 an der Schlacht bei Domat/Ems gegen die Bündner Aufständischen aus der oberen Surselva, dann in der Zweiten Schlacht bei Zürich gegen die Truppen Korsakows beteiligt. 1812 zog er unter Napoleon nach Russland und kommandierte das 1. Schweizerregiment. Oberst Ragettli erhielt am 19. November das Offizierskreuz der Ehrenlegion, starb jedoch kurz nach der Niederlage an der Beresina in Wilna. Neben Ragettli wurden 32 weitere Schweizer mit dem Kreuz der Ehrenlegion ausgezeichnet, darunter auch Leutnant Baltasar Bundi aus der Flimser Nachbargemeinde Sagogn.